# Charles Bell (medico)
Charles Bell, KH (Edimburgo, novembre 1774 – Worcester, 28 aprile 1842), è stato un chirurgo, anatomista, neurologo e filosofo britannico, fratello di John Bell (1763-1820), noto chirurgo e scrittore, e dell'avvocato George Joseph Bell (1770-1843).

## Biografia
Charles Bell è nato ad Edimburgo nel novembre 1774, figlio del Reverendo William Bell, un sacerdote della Chiesa Episcopale di Scozia, morto nel 1779, quando Bell era ancora un bambino piccolo. Bell è cresciuto ad Edimburgo, frequentando la High School di Edimburgo (1784-88) e l'Università di Edimburgo, dove ha preso la laurea in medicina nel 1798. Ha condotto la sua formazione chirurgica come assistente di suo fratello maggiore John Bell. Lui e suo fratello avevano notevoli doti artistiche, e insieme insegnarono anatomia ed illustrarono e pubblicarono due volumi di Un sistema di dissezione per spiegare l'anatomia del corpo umano. La carriera di Bell fu caratterizzata da un gran numero di risultati ed onorificenze straordinarie - e da dispute di insolita acrimonia per gli standard della medicina del tempo.
Poco dopo la sua laurea Bell venne ammesso al Royal College of Surgeons di Edimburgo, dove ha operato e insegnato anatomia. Lui e suo fratello pubblicarono ulteriori due volumi del loro trattato anatomico nel 1802 e nel 1804. Alcuni aspetti del suo successo, tuttavia, lo resero oggetto della opposizione gelosa dei medici locali, e gli venne negata la possibilità di esercitare all'ospedale Royal Infirmary di Edimburgo. Si trasferì poi a Londra nel 1804, dove diede vita ad un ambulatorio privato e ad una scuola di anatomia.  Dal 1812 al 1825, insieme al fratello, Bell esercitò alla Great Windmill Street School of Anatomy, che era stata fondata dall'anatomista William Hunter (1718-1783).
Egli lavorò anche come chirurgo militare, tenendo elaborate registrazioni di lesioni neurologiche al Royal Hospital Haslar e documentando le sue esperienze nella Battaglia di Waterloo, nel 1815, in cui l'anatomista Robert Knox ebbe modo di commentare molto negativamente le capacità chirurgiche di Bell (il tasso di mortalità delle amputazioni eseguite da Bell raggiungeva circa il 90%).
Bell è stato determinante nella creazione della Middlesex Hospital Medical School, e divenne, nel 1824, il primo professore di Anatomia e Chirurgia della Royal College of Surgeons of England. Nel 1829, la Scuola di Anatomia Windmill Street venne incorporata nella nuova King College di Londra. Bell fu invitato a essere il suo primo professore di fisiologia, ma rassegnò le dimissioni dopo poco tempo. Animato dal desiderio di tornare in Scozia, accettò nel 1836 la posizione di Professore di Chirurgia presso l'Università di Edimburgo.
Bell morì nelle Midlands, durante un viaggio verso Londra, nel 1842.

## Premi e riconoscimenti
Bell è stato eletto Fellow of the Royal Society of Edinburgh il giorno 8 giugno 1807, su indicazione di Robert Jameson, del botanico William Wright e di Thomas Macknight.  Ha prestato servizio come Consigliere della Royal Society of Edinburgh dal 1836 al 1839.
Egli è stato eletto Fellow della Royal Society di Londra il 16 novembre 1826, fu nominato cavaliere nel 1831 e, come Sir Richard Owen, venne eletto membro straniero dell'Accademia Reale Svedese delle Scienze.

## Lavori

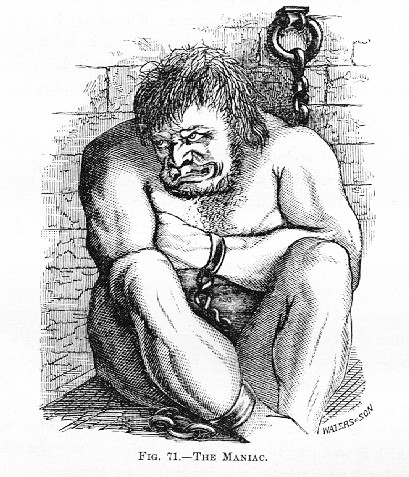
The Maniac di Charles Bell (1806)

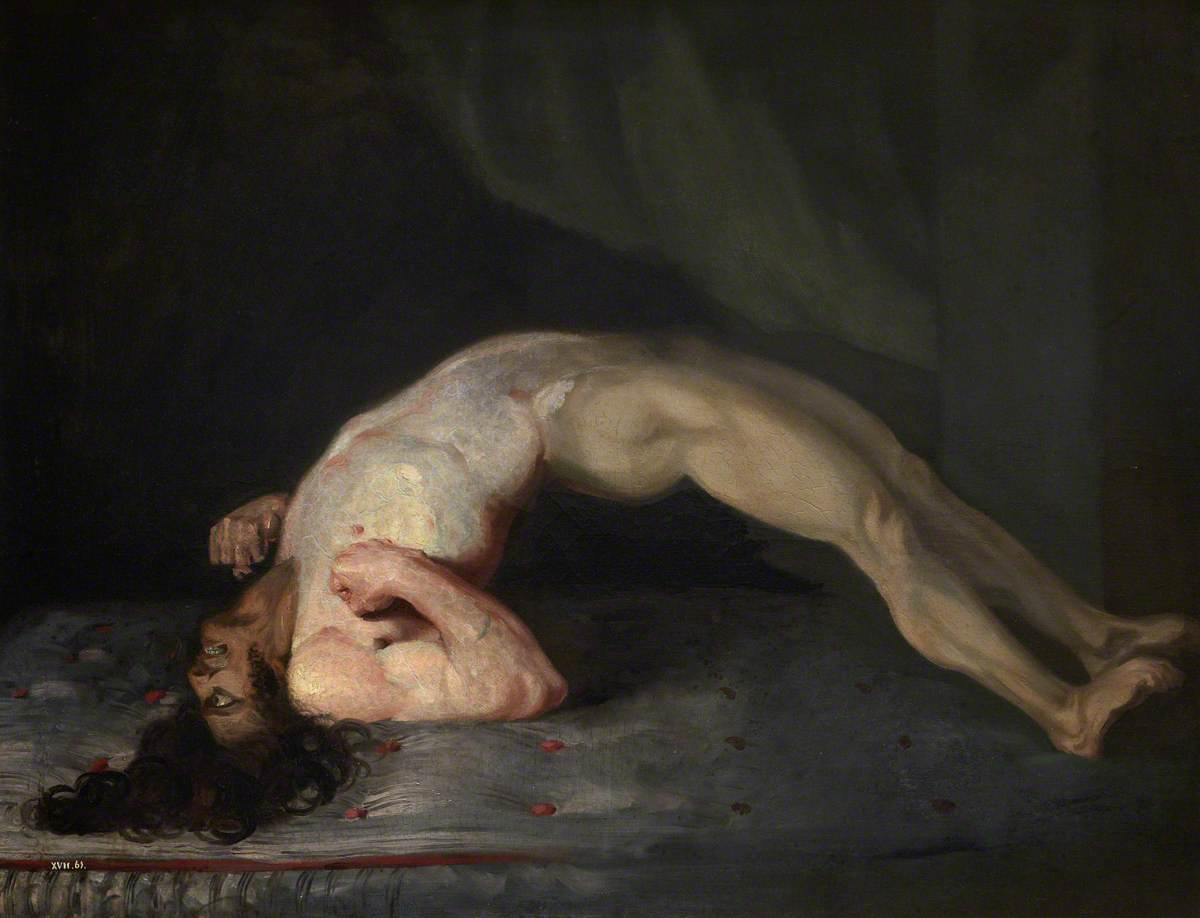
Opistotono (Tetano), dipinto di Charles Bell (1809)

Charles Bell è stato un autore prolifico. Poco dopo il suo arrivo a Londra, egli si prodigò per riuscire ad acquisire la Cattedra di Anatomia presso la Royal Academy, e, a sostegno di questo obiettivo di carriera, pubblicò saggi sull'Anatomia nell'espressione pittorica (1806), poi ripubblicato come Saggi su Anatomia e Filosofia dell'Espressione nel 1824.  In questo lavoro Bell seguì i principi della teologia naturale, affermando l'esistenza di un peculiare sistema umano di muscoli facciali al servizio della specie umana con un rapporto unico nei confronti della divinità creatrice. Dopo il fallimento della sua candidatura, (Sir Thomas Lawrence, in seguito Presidente della Royal Academy, descrisse Bell come "privo di carattere, modestia e giudizio"), Bell rivolse le sue attenzioni al sistema nervoso, su cui pubblicò studi dettagliati nel 1811, nel libro diffuso privatamente Un'idea di una nuova anatomia del cervello. Bell descrisse i suoi esperimenti con gli animali e poi sottolineò come egli stesso fu il primo a distinguere tra nervi sensoriali e nervi motori. Questo saggio è considerato da molti come la pietra fondante della neurologia clinica. Tuttavia, nel saggio originale di Bell del 1811 non si ha una chiara descrizione delle radici nervose motorie e sensoriali come Bell dichiarò in seguito, e pare che Bell abbia pubblicato le successive revisioni con voluti errori di datazione e con sottili modifiche del testo a sostegno della sua versione. Charles Darwin e altri autori ebbero occasione di sottolineare come nelle pubblicazioni di Bell si possa riscontrare più volontà di assecondare le sue ambizioni personali che vero e proprio spirito di indagine scientifica.
Gli studi di Bell sulla espressione emotiva, per imperfetti che fossero, svolsero un ruolo di catalizzatore sullo sviluppo di considerazioni da parte di Darwin sulle origini della vita umana emotiva. Darwin si trovò per altro molto d'accordo sull'enfasi data da Bell al ruolo espressivo dei muscoli della respirazione. Darwin approfondì queste opinioni ne L'espressione delle emozioni nell'uomo e negli animali, opera del 1872, scritta con la collaborazione attiva dello psichiatra James Crichton-Browne.
In ogni caso Bell è stato uno dei primi medici capaci di combinare lo studio scientifico della neuroanatomia con la pratica clinica. Nel 1821, ha descritto il decorso del nervo facciale e una malattia, la paralisi di Bell che comporta la paralisi generalmente monolaterale dei muscoli facciali, in uno dei classici della neurologia, un articolo inviato alla Royal Society dal titolo Sui nervi: rendendo conto di alcuni esperimenti sulla loro struttura e funzioni, che portano ad un nuovo assetto del sistema.
Egli fu inoltre capace di combinare le sue capacità artistiche, scientifiche, letterarie e di insegnamento in un certo numero di preparati in cera ed illustrazioni anatomiche e chirurgiche dettagliate, dipinti ed incisioni nei suoi diversi libri su questi argomenti, come ad esempio nel suo libro Illustrazione delle grandi operazioni chirurgiche: trapanazione, ernia, amputazione, aneurisma e litotomia (1821). Scrisse anche il primo trattato sulle nozioni di anatomia e fisiologia dell'espressione del viso per pittori e illustratori, dal titolo: Saggio sull'Anatomia dell'espressione nella pittura (1806).
Un certo numero di scoperte ha ricevuto il suo nome:
- Il nervo respiratorio esterno di Bell: il nervo toracico lungo.
- La paralisi di Bell: una paralisi monolaterale idiopatica dei muscoli facciali a causa di una lesione del nervo facciale.
- Il fenomeno di Bell: un movimento verso l'alto dell'occhio e della palpebra che si verifica quando una persona affetta da paralisi di Bell cerca di chiudere l'occhio.
- Lo spasmo di Bell: spasmi involontari della muscolatura della faccia.
- La legge di Bell-Magendie o legge di Bell: afferma che i rami anteriori delle radici di un nervo spinale contengono solo fibre motorie e che le radici posteriori contengono solo fibre sensoriali.[4]